# Чжоу
Чжоу (кит. упр. 周朝, пиньинь Zhōu Cháo, палл. Чжоу Чао; с 1045 года до н. э. по 221 год до н. э.) — политико‑этническая общность, государство и эпоха в истории Китая, время правления династии рода Цзи (姬) .  Род Цзи сверг правивший дом Шан и установил новую династию. Династия прекратилась после победы династии Ин 嬴 (эпоха Цинь).
Датировка начала эпохи Чжоу остаётся предметом дискуссий, годом установления власти в Китае и победы над Шан традиционно считается 1122 год до н. э., критики указывают на 1027 год до н. э., существуют и другие концепции. Этот период китайской истории считают расцветом китайского производства бронзовых изделий. Последний период династии Чжоу также известен зарождением трёх основных китайских философских учений: конфуцианства, даосизма и легизма.

## Столицы
Первой столицей государства Чжоу стал город Хао (кит. трад. 鎬, упр. 镐, пиньинь Hào, палл. Хао, тж. Хаоцзин 鎬京 и Фэнхао 酆鎬) на реке Вэйхэ, в непосредственной близости от современного города Сиань. Началом эпохи Восточной Чжоу стало перенесение столицы в Лои 雒邑 (совр. Лоян). Два политических центра также носили названия, соответственно, Цзунчжоу 宗周 и Чэнчжоу 成周.

## История и конфуцианская интерпретация

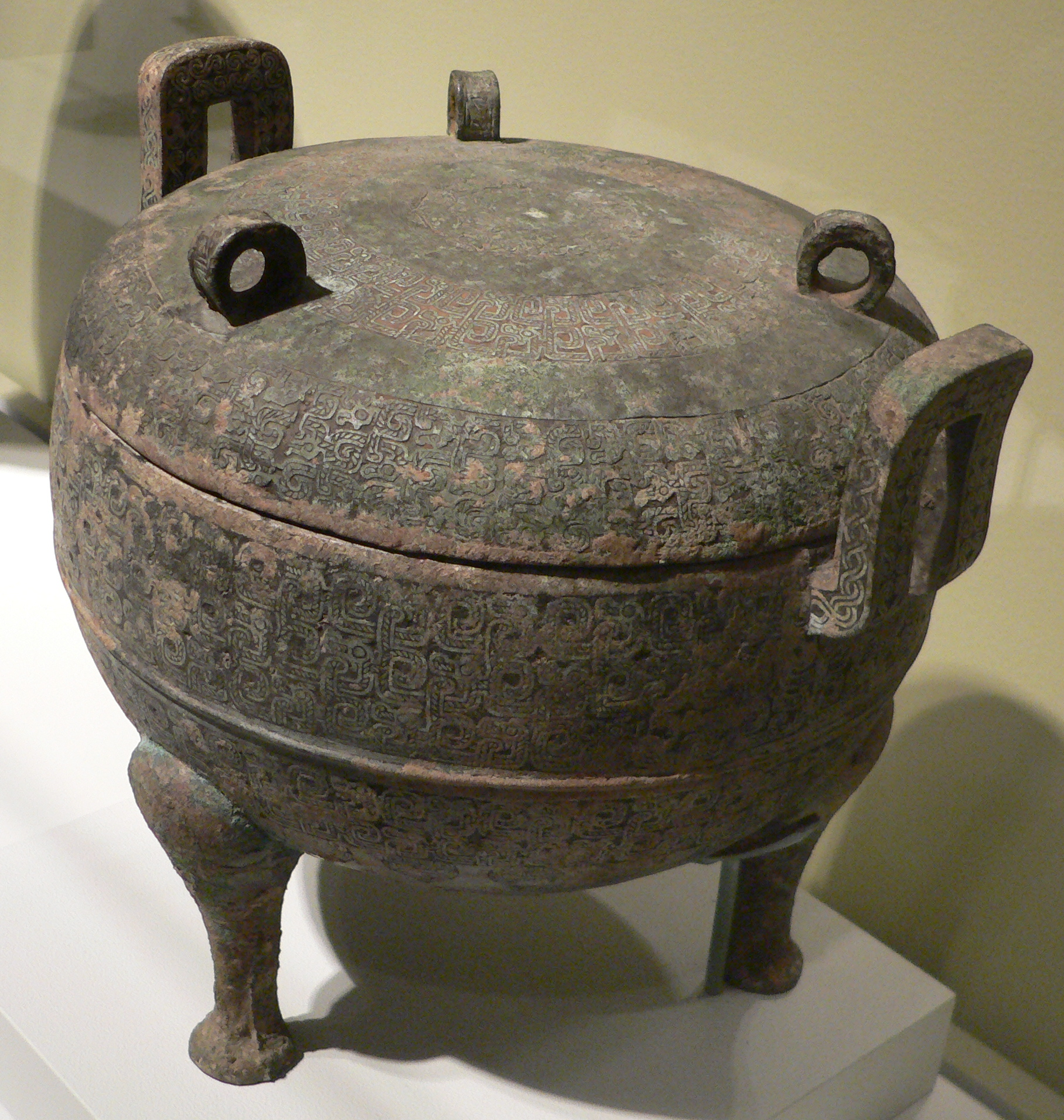
Бронзовый сосуд Дин для ритуальной еды, V век до н. э.

Китайская историческая традиция, сформировавшаяся в конфуцианской среде, объясняет падение Шан в космогоническом ключе, как утрату небесного мандата:
Последний правитель (王) Шан Чжоу Синь изображался крайне жестоким и развратным, утратившим добродетели и не внимающим увещеваниям, в то время как чжоуский Вэнь-ван скрыто совершенствовал добродетели и завоёвывал себе сторонников. Сын Вэнь-вана У-ван продолжал дело отца. После серии жестоких казней вельмож и князей по приказу Чжоу Синя он поднял восстание, Чжоу Синь покончил с собой, бросившись в огонь. Была установлена новая династия, правители которой стали носить титул ван вместо прежнего титула ди. Сыну Чжоу Синя У-гэну по имени Лу-фу был пожалован удел земли для продолжения жертвоприношений предкам и титул при новом дворе. В это время прославился также мудрец Чжоу-гун — советник У-вана.
Государство Чжоу при этом продолжало культурную традицию Шан, расширяя своё культурное влияние и увеличивая империю.

## Армия Чжоу
Войско Западного Чжоу делилось на Шесть западных армий и Восемь армий Чжэнчжоу. Армии действовали на северном плато и в долине Хуанхэ. Во времена Чжоу получили распространение боевые колесницы, заимствованные из Центральной Азии.

## Феодальная система
Общественная система в Китае времён Чжоу состояла в том, что правитель (ван) утверждал и назначал удельных правителей (чжухоу), которые получали титул гуна и хоу. Во главе многих удельных владений были поставлены представители младших линий эпохи Чжоу, в частности, во главе княжеств Лу, Старшая (Малая) Вэй, У, Цай, Цао, Цзинь, Чжэн. Удельными правителями становились также правители отдельных царств, признававших гегемонию вана. Чжухоу обязаны были регулярно являться ко двору и приносить дары, за что получали от вана также богатые подарки.
В случае слабости или неадекватности центрального правительства чжухоу переставали являться ко двору. Удаленные правители постоянно враждовали друг с другом, завоёвывали соседние княжества, и нередко устраивали в своем владении систему, подобную дому Чжоу.
В 403 году до н. э. правители царств Чжао, Хань, Вэй провозгласили себя ванами, после чего формальная централизованная система отношений нарушилась, с ваном Чжоуского домена вообще перестали считаться.

## Западное и восточное Чжоу

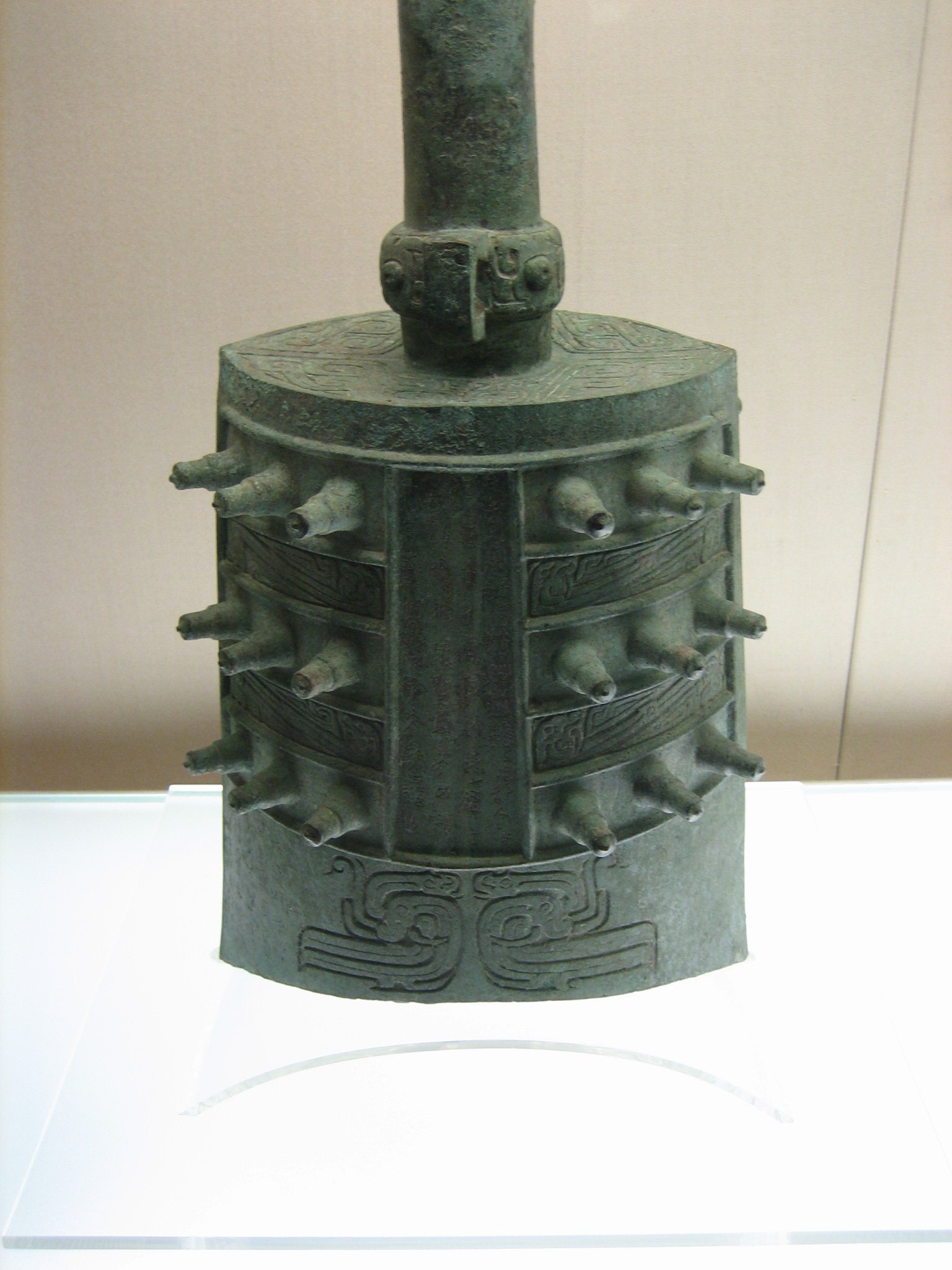
Музыкальный инструмент — бронзовый колокол времён Западного Чжоу

Хотя эпоха длилась формально около 800 лет, этот период был неоднородным, и историки делят его на несколько периодов.
1. Западная Чжоу (1045 до н. э. — 770 до н. э.) — когда дом Чжоу владел территорией в бассейне Средней Хуанхэ.
2. Восточная Чжоу (770 до н. э. — 256 до н. э.) — когда дом Чжоу постепенно утрачивал гегемонию, а территория Китая была поделена между отдельными царствами.

2.1 Период Вёсен и осеней (Чуньцю), соответствующий хронике (чуньцю) царства Лу, которую по преданию редактировал Конфуций, период заканчивается в 481 году до н. э., а берёт своё начало ещё в 722 году до н. э.. Тогда на территории Китая существовало большое число отдельных владений (часть из них было китайскими, а часть — создана другими народами). Правитель (ван 王) царства Чжоу обладал центральной властью — сначала реальной, потом всё более номинальной.
2.2 Период Сражающихся царств (Чжаньго 战国) начиная с 403 года до н. э. и далее до 249 года до н. э., когда царство Чжоу было уже уничтожено — политику в Китае определяли другие царства.
При этом, говоря о Восточной Чжоу, имеют в виду скорее само царство Чжоу, превратившееся к тому времени в удельное царство и утратившее главенство, а периоды Чуньцю и Чжаньго рассматривают с точки зрения взаимоотношения всех государств и удельных княжеств на территории Китая.

### Западное Чжоу
История и жизнь Западного Чжоу известна по классическим трактатам «Чжоули» — Чжоуские ритуалы, «Шуцзин» — Книга Истории, «Шицзин» — Книга Песен, «Ицзин» — гадательная Книга Перемен, дополнительно имеются многочисленные надписи на бронзовых сосудах.
Поначалу семейство Цзи осуществляло достаточно крепкий контроль над всей страной. В 771 году до н. э., после того как Ю-ван устранил свою жену, заменив её наложницей, столица была занята войсками отца свергнутой царицы, который заключил союз с кочевниками. Новым царём был провозглашён сын царицы, и его признали гуны Чжэн, Лу, Цинь и хоу Шэнь — отец бывшей старшей жены. Столица была перенесена в Лоян.
Это событие, связанное с ослаблением центральной власти и перенесением столицы с запада на восток, для историков знаменует переход от периода Западного Чжоу (кит. упр. 西周, пиньинь Xī Zhōu) к периоду Восточного Чжоу (кит. трад. 東周, упр. 东周, пиньинь Dōng Zhōu).
Стабильная хронология начинается с 841 года до н. э., с этой даты история достаточно аккуратно прослеживается в Исторических записках (Шицзи) Сыма Цяня и других летописях.

### Восточное Чжоу
Перенос столицы (формально по соображениям безопасности от жунов) был предпринят удельными князьями, утвердившими Пин-вана на царствование после свержения Ю-вана. При этом значение дома Чжоу резко упало, получив ограниченный удел, дом Чжоу, по сути дела, превратился в такое же удельное княжество, а ван стал «первым среди равных». Тем не менее формальное главенство чжоуского вана сохранялось.
Период Восточного Чжоу с 722 года до н. э. по 481 год до н. э. называется Период Весны и Осени (Чуньцю) — по названию известной исторической летописи.

#### Чуньцю
Более детально события этого периода изложены в хронике «Цзочжуань», которая является комментарием на скупую хронику «Чуньцю». В этот период с центром (Чжоу) взаимодействовали вассальные царства Цай, Чэнь, Чу, Хуа, Цзинь, Лу, Ци, Цинь, Шу, Сун, Вэй, У, Янь, Юэ, Чжэн.
Наибольшее значение приобрели царства Цзинь, Чу, Ци и Цинь, а также царство Чжэн, которые активно вмешивались в дела центрального двора и нередко определяли политику.
Среди удельных князей в это время стали выделяться гегемоны, которые потом формально утверждались ваном. Гегемоны нередко обладали большей властью и влиянием, чем чжоуский ван.

#### Чжаньго
Следующий период называется Период Сражающихся царств — с 480 года до н. э. по 221 год до н. э. по другому хронологическому сочинению. Период Сражающихся царств длится 34 года уже после падения Восточного Чжоу в 256 году до н. э. Этот период описан в первую очередь в поздней хронике «Стратегии Сражающихся царств» (кит. упр. 戰國策/战国策, пиньинь Zhàn Guó Cè, палл. Чжаньгоцэ, буквально: «Стратегии Сражающихся царств»). В начале этого периода могущественное царство Цзинь в 403 году до н. э. распалось на три части — Хань, Чжао и Вэй. В дальнейшем история периода характеризуется как противодействие царств Чу, Хань, Ци, Цинь, Шу, Сун, Вэй, Янь, Юэ, Чжао. Многие правители этих царств получили титул вана (правителя), ван царства Чжоу практически полностью утратил власть и влияние. В результате длительной борьбы за гегемонию император Цинь Шихуан  (Ин Чжэн 嬴政) смог объединить Китай и началась эпоха Цинь (время правления династии Ин (嬴)).

## Литературное наследие эпохи Чжоу
В этот период созданы произведения, не только заложившие основу китайской цивилизации, но и оказавшие своё влияние на развитие всего человечества. Наиболее значимы следующие сочинения:
- Ши-Цзин. Книга песен и гимнов.
- Шуцзин. Книга историй.
- Шаншу. Книга преданий.
- Чуньцю (хроника). Весны и осени.
- Цзочжуань. Комментарии Цзо.
- Го юй. Речи царств.
- Чжаньго цэ. Планы сражающихся царств.
- И-цзин. Книга перемен.
- Лунь Юй. Суждения и беседы.
- Мэн-цзы.
- Даодэцзин. Канон Пути и Благодати.
- Чжуан-цзы.
- Мо-цзы.
- Сюнь-цзы.
- Хань Фэйцзы.

Существенная часть чжоусских источников была использована Сыма Танем и Сыма Цянем при компиляции Исторических записок. Известно, что чжоусский двор хранил архивы, и они оберегались как историческая и, возможно, ритуальная ценность. Так, согласно Цзо чжуань, в 517 до н. э. Чао, сын покойного чжоусского монарха, бежал от армии царства Цзинь в Чу; сопровождаемый другими членами дома Чжоу, он увёз с собой архивы правящего дома. Сам Сыма Цянь упоминает, что его предки были хранителями архивов Чжоу. Мифологизированное повествование из Анналов Люй Бувэя сообщает, что чжоусские архивы представляли собой хранилище документов прошлых эпох: «[на закате Ся] старший историограф Чжун Гу с рыданиями извлёк документы и постановления… и сбежал ко двору Шан. Когда [последний шанский монарх] становился всё более безрассудным и лживым, историограф Сян Чжи сбежал в Чжоу — вместе с документами».
Важный источник по изучению языка и литературной стилистики Чжоу представляют собой надписи на бронзе: в отличие от текстов, сохранённых традицией, они избежали редакторских правок.

## Упадок
С разрушенной королевской линией власть двора Чжоу постепенно уменьшалась, а фрагментация королевства ускорялась. Начиная с правления Пин-Вана, короли Чжоу правили только по названию, настоящая же власть была в руках у влиятельной знати. К концу династии Чжоу дворяне даже не удосужились символически признать семью Цзи, восстали и объявили себя королями. Династия исчезла за несколько лет до объединения Китая Цинь Шихуаном.

## Сельское хозяйство

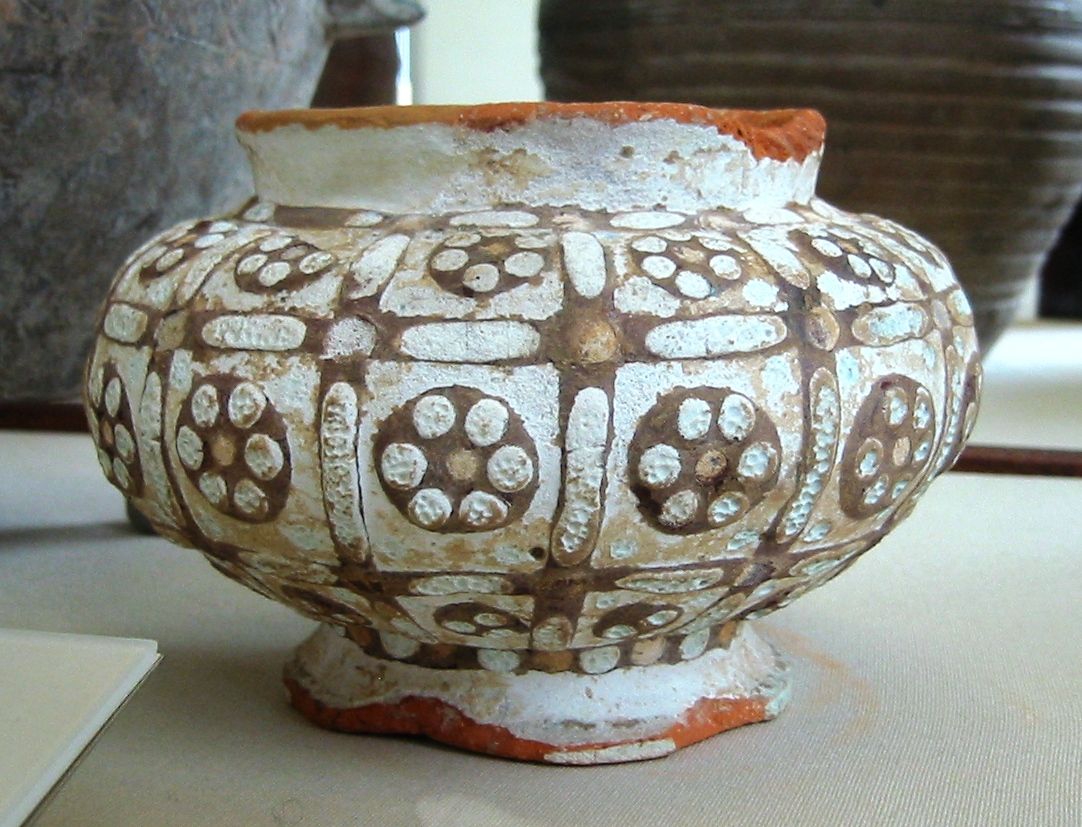
Ваза эпохи Чжоу со стеклянными инкрустациями, 4-3 в. до н. э. Британский Музей.

Сельское хозяйство в династии Чжоу было очень интенсивным и во многих случаях было под руководством правительства. Все сельскохозяйственные земли принадлежали дворянам, которые затем отдавали свои земли своим крепостным, подобно европейскому феодализму.

## Археологические находки времён эпохи Чжоу
В Шанхайском музее хранится большая коллекция находок и реликвий, связанных с эпохой Чжоу. Особое значение имеют бронзовые ритуальные сосуды, количество которых отображало иерархический статус их обладателя. Создание таких сосудов являлось делом государственной важности и требовало сложной экономической и дизайнерской планировки.

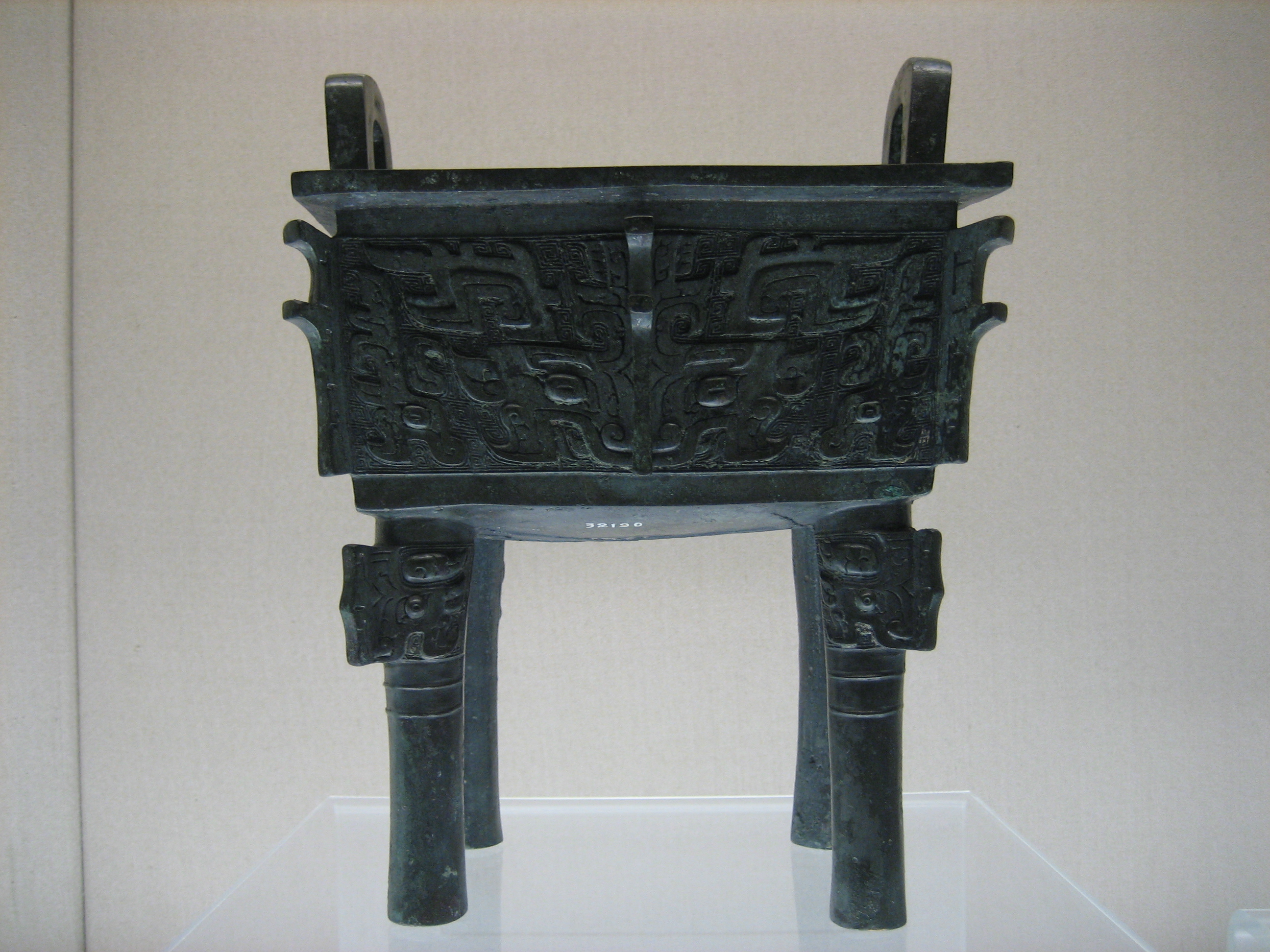
Бронзовый сосуд, Дэфан, Западное Чжоу
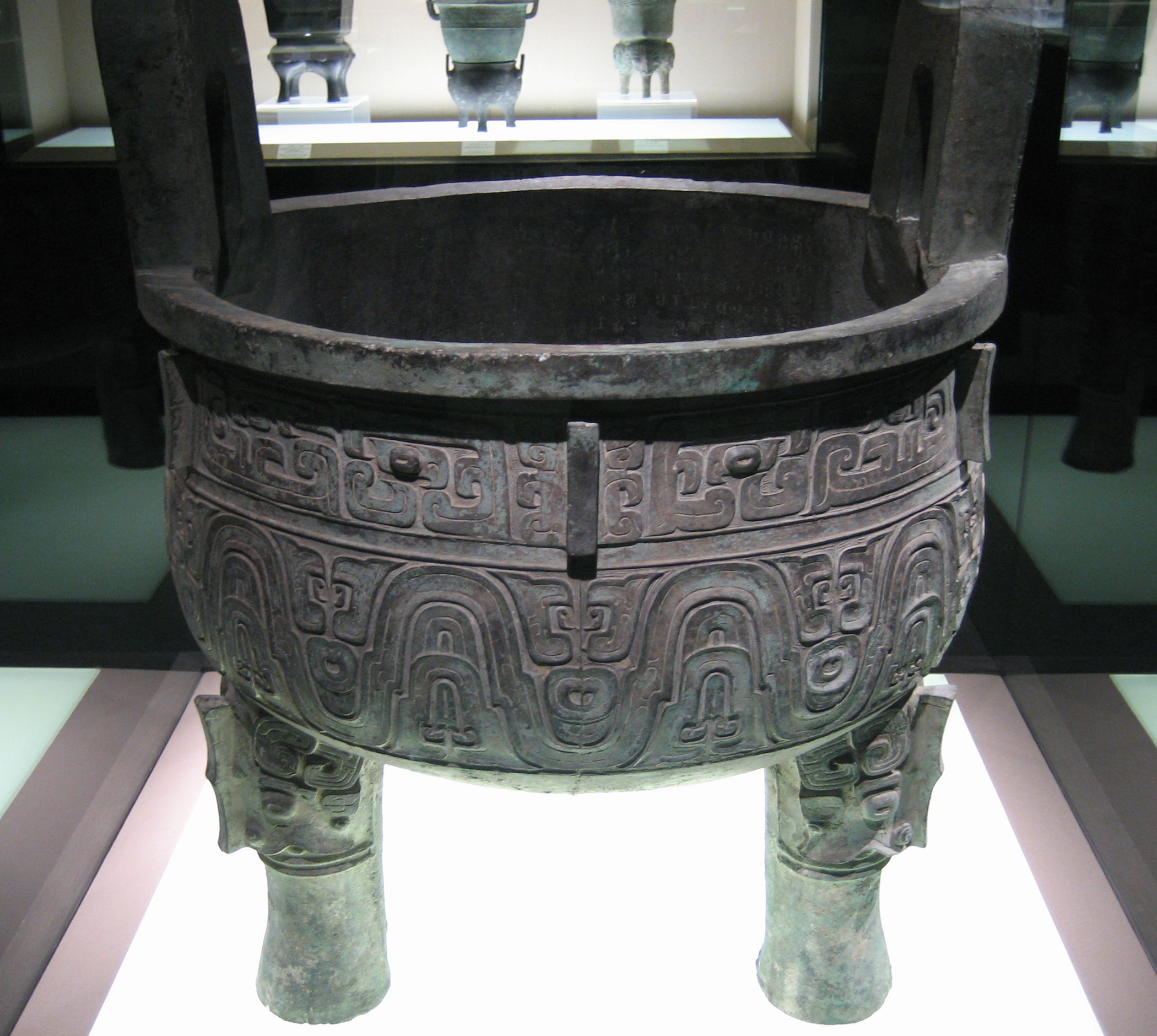
Бронзовый сосуд, Дакэ, Западное Чжоу
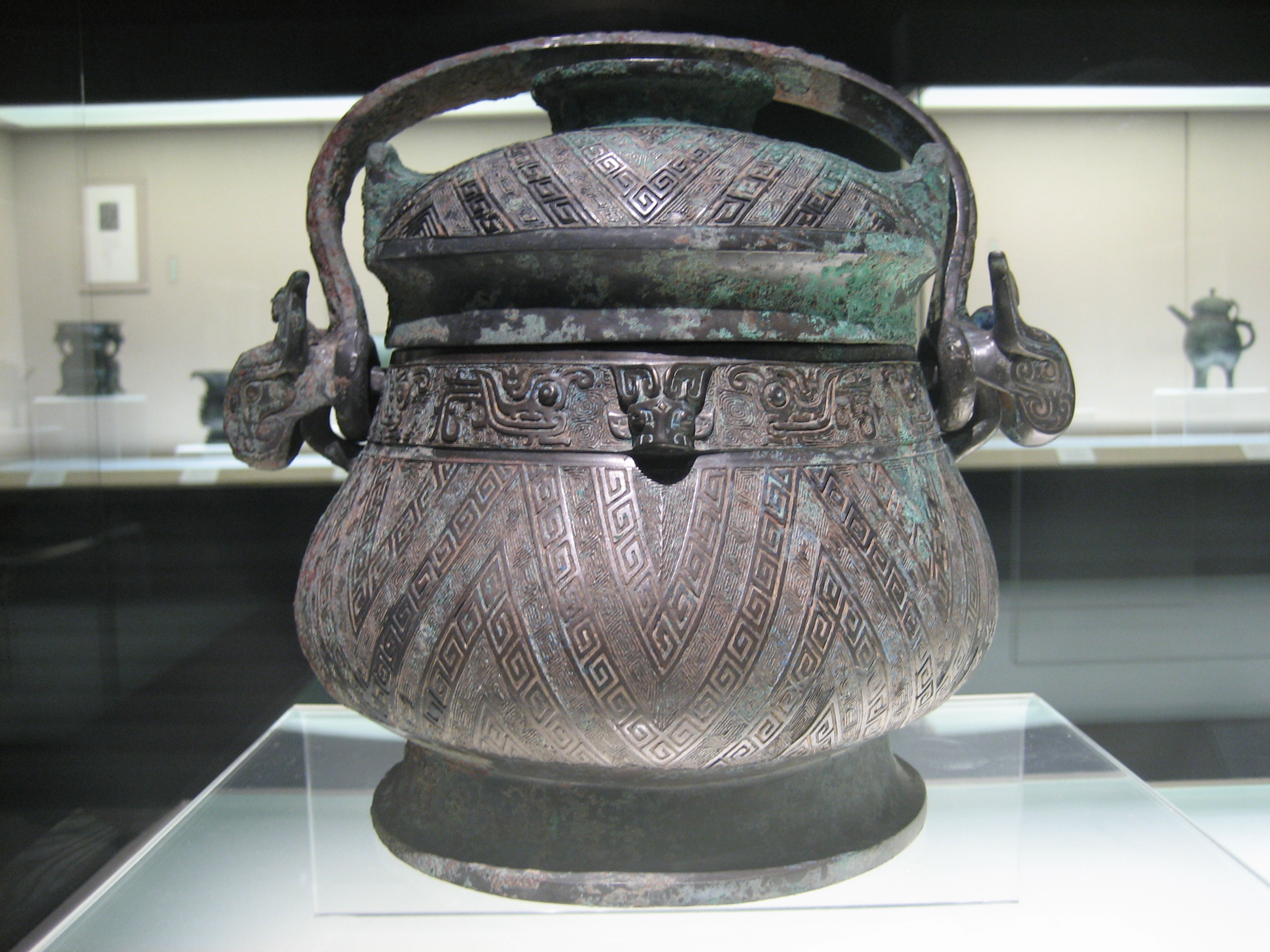
Бронзовый ритуальный сосуд Ю, Западное Чжоу
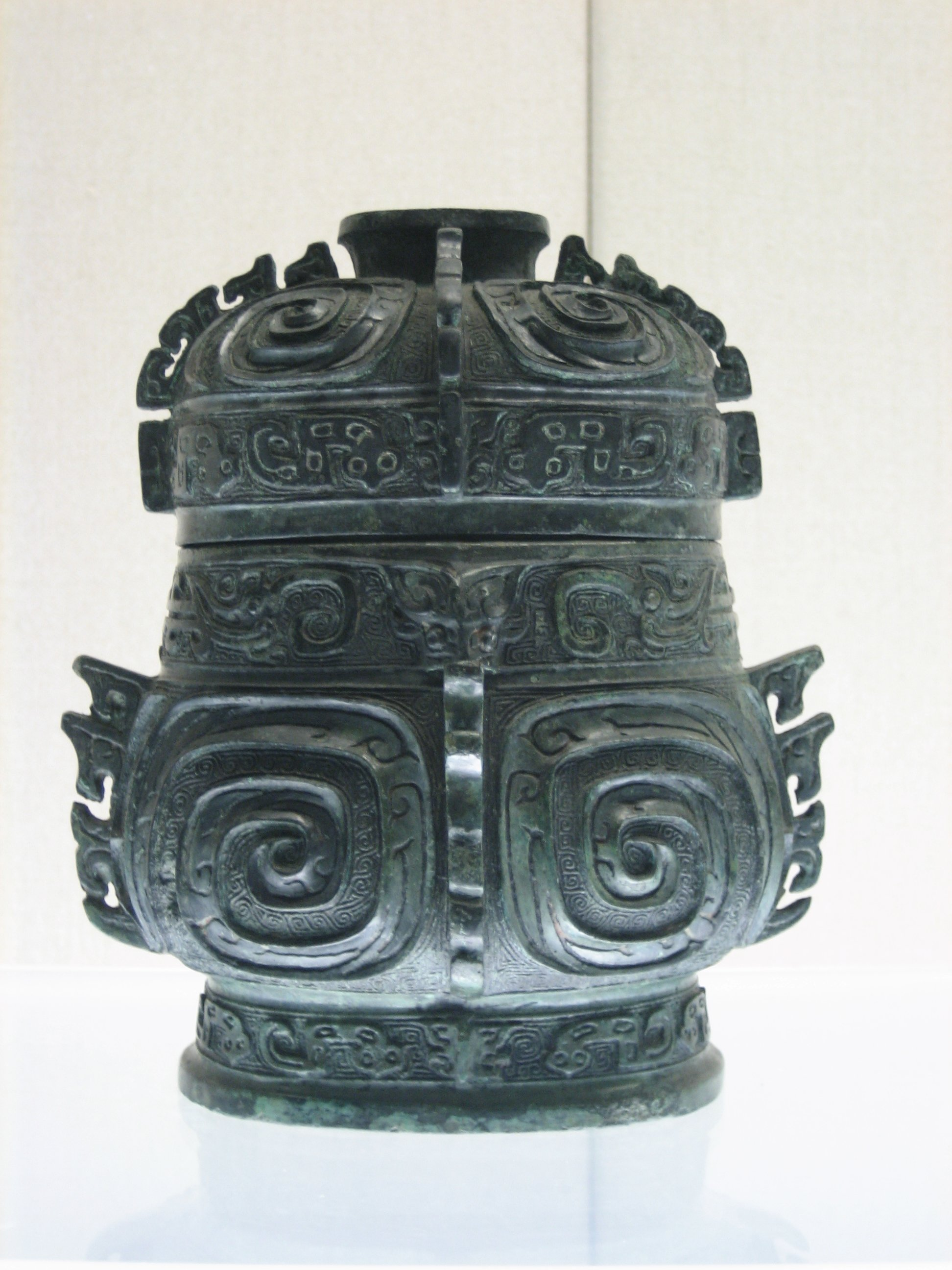
Бронзовый ритуальный Цичхун Ху, Западное Чжоу
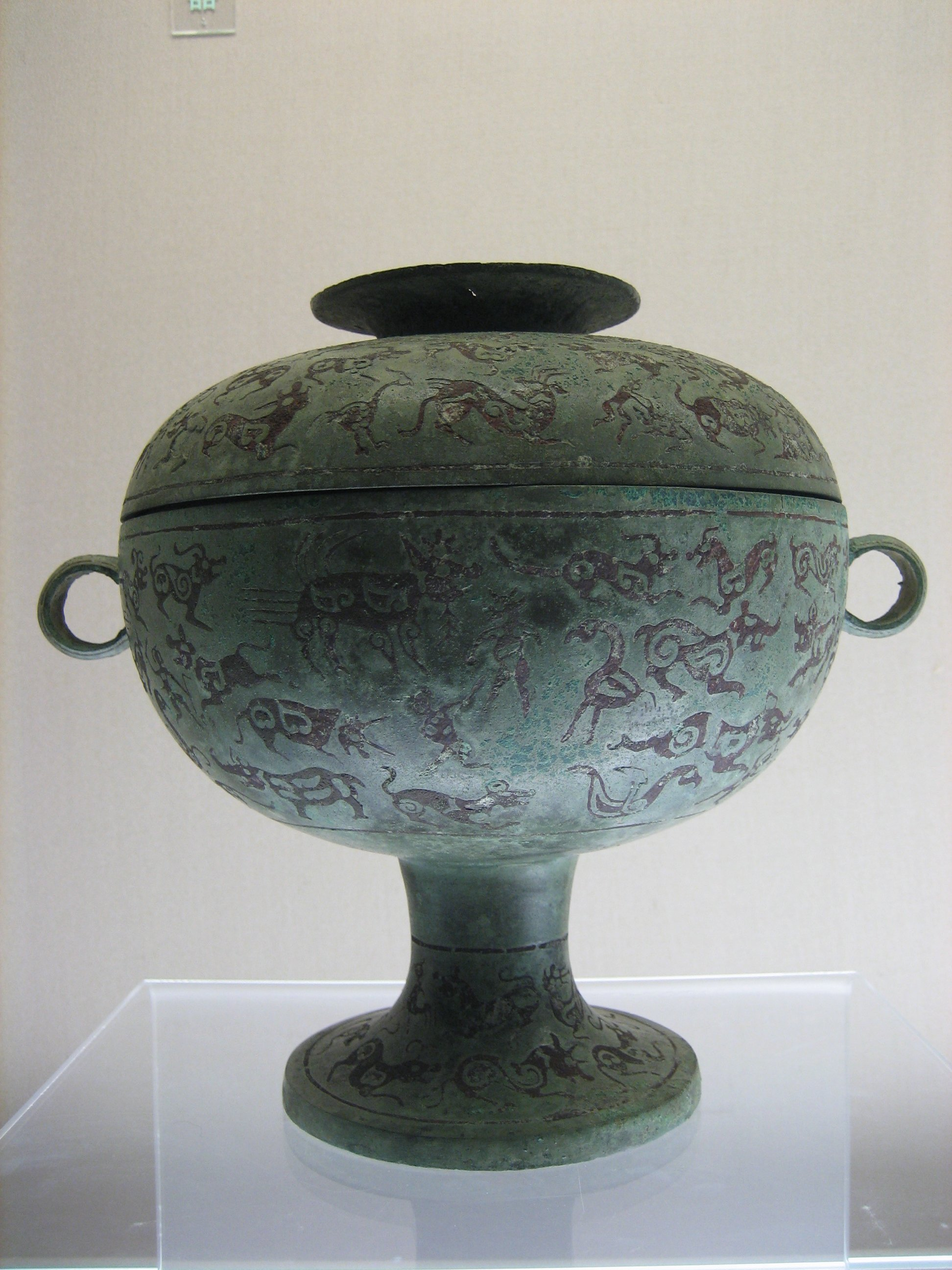
Сосуд Доу с изображением сцены охоты, Восточное Чжоу
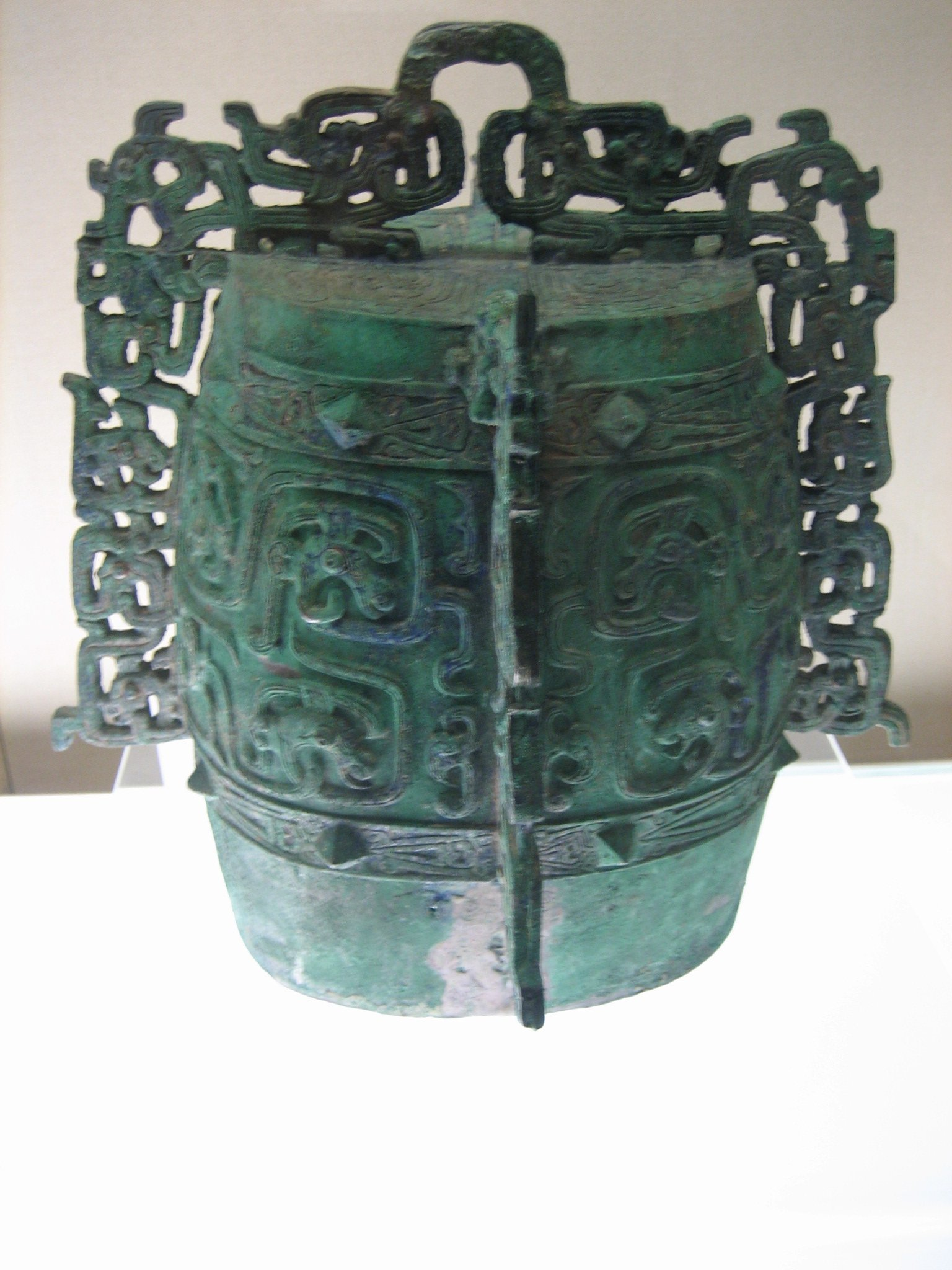
Сосуд Бо князя Цинь, Восточное Чжоу
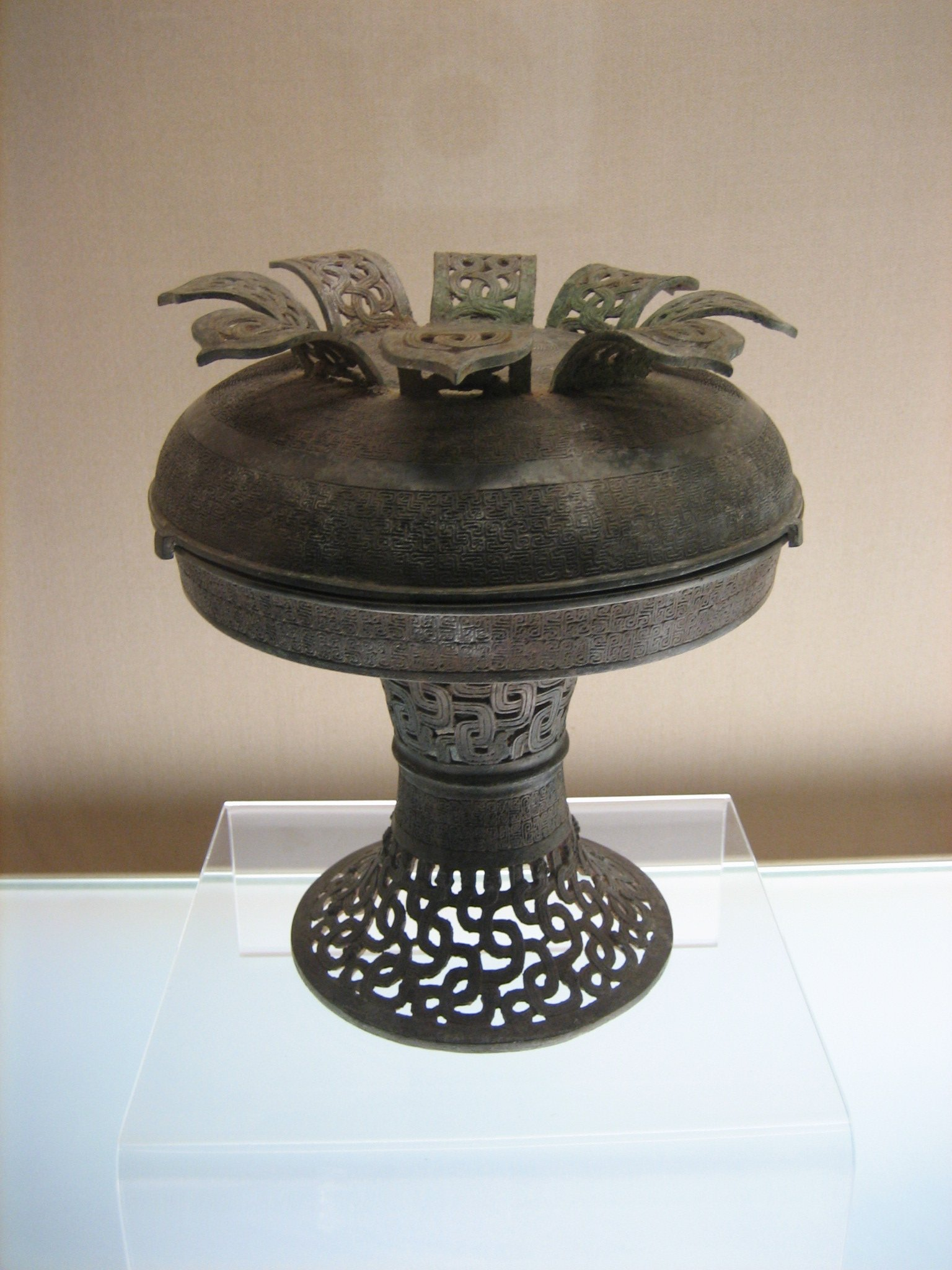
Сосуд Пу с лунами, Восточное Чжоу
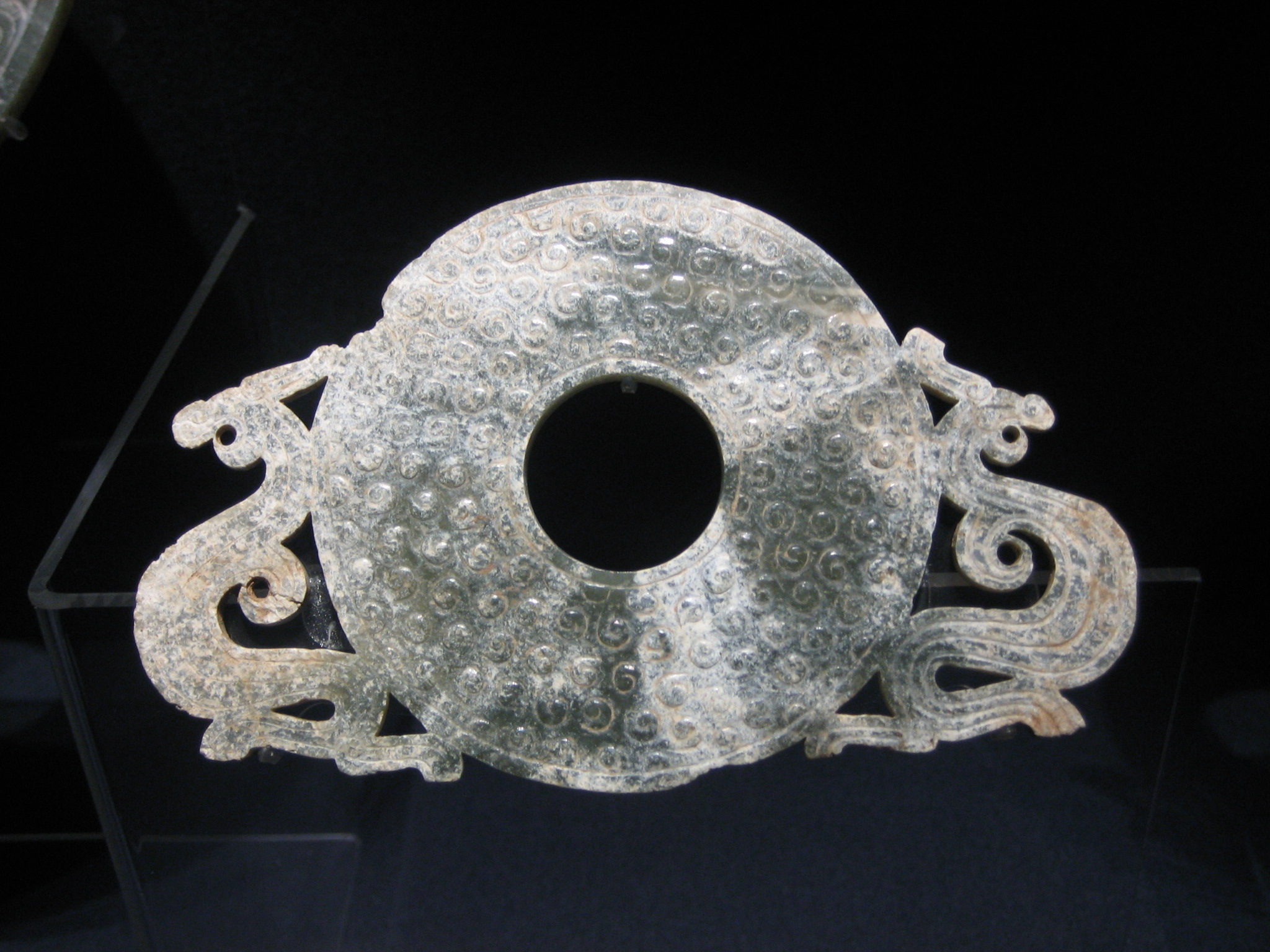
Нефритовый амулет Би с двумя лунами, Восточное Чжоу